# Platysenta abida
Platysenta abida là một loài bướm đêm trong họ Noctuidae.